# Camillo Ruini

Znak Camilla Ruiniho

Camillo kardinál Ruini (* 19. února 1931 Sassuolo) je italský římskokatolický kněz, bývalý generální vikář Říma, kardinál.

## Život
Studoval v semináři v Reggio Emilia, kněžské svěcení přijal 8. prosince 1954 v Římě. Poté pokračoval ve studiu na Papežské univerzitě Gregoriana, kde získal doktorát z teologie (1957). Přednášel v seminářích v Reggio-Emilia, Modeně a Boloni.
V květnu 1983 byl jmenovaný pomocným biskupem diecéze Reggio Emilia, biskupské svěcení přijal 29. června téhož roku. Od června 1986 vykonával funkci generálního sekretáře Italské biskupské konference. V lednu 1991 ho papež Jan Pavel II. jmenoval titulárním arcibiskupem a provikářem Říma a proarciknězem Lateránské baziliky. Ve stejném roce se stal předsedou Italské biskupské konference (tuto funkci zastával do března 2007).
Při konzistoři v červnu 1991 byl jmenován kardinálem. S tím souviselo jeho povýšení do plnoprávných funkcí generálního vikáře Říma a arcikněze Lateránské baziliky. Často reprezentoval papeže na církevních slavnostech jako jeho speciální vyslanec. V rámci funkce generálního vikáře Říma se podílel na oslavách Velkého jubilea 2000. Dne 27. června 2008 přijal papež Benedikt XVI. jeho rezignaci na funkci generálního vikáře Říma a arcikněze Lateránské baziliky. Jeho nástupcem se stal kardinál Agostino Vallini.